# Barão do Triunfo
Barão do Triunfo é um município brasileiro do estado do Rio Grande do Sul.

## Geografia
Localiza-se a uma latitude 30º23'18" sul e a uma longitude 51º44'01" oeste, a uma altitude de 258 metros.
Possui uma área de 436,31 km² e sua população estimada em 2004 era de 7.064 habitantes.
É um município que faz parte da bacia hidrográfica do rio Camaquã.

## Ligações Externas
- Câmara Municipal
- Secretaria do Turismo do Rio Grande do Sul